# IL Bula
Ilikena Lasarusa Talebulamainavaleniveivakabulaimainakulalakebalau znany powszechnie jako IL Bula (ur. 15 listopada 1921 w Tobou, Fidżi) - były fidżyjski krykiecista. Rozegrał dziewięć meczów pierwszoklasowych w latach 1947-1954. W meczu klubowym w Suvie 22-krotnie uzyskał sześć runów.
Jego nazwisko jest najdłuższym nazwiskiem krykiecisty grającego w meczach pierwszej klasy w historii.